# Comarca de la Mariña

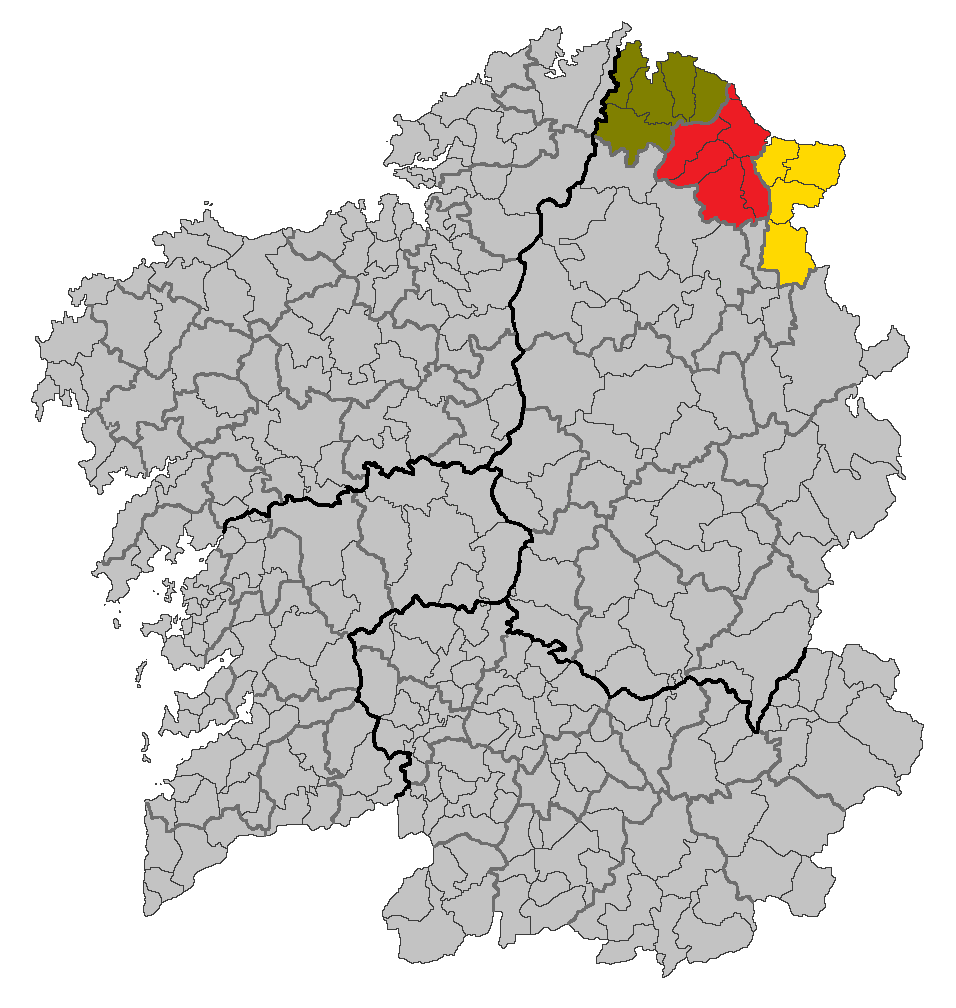
Situación de la Mariña de Lugo.

La Mariña (en gallego A Mariña) (también conocida como A Mariña Lucense) es una comarca situada en el norte de la provincia de Lugo, en la comunidad autónoma de Galicia, en el noroeste de España. Con una superficie de 1660 kilómetros cuadrados y una población de más de 80 000 habitantes, está dividida en tres comarcas: La Mariña Occidental, La Mariña Central y La Mariña Oriental.
Los municipios que la conforman son los siguientes: limitando al mar están, de este a oeste, Ribadeo, Barreiros, Foz, Burela, Cervo, Jove, Vivero y Vicedo. En la franja interior están los municipios de Trabada, Puentenuevo, Lorenzana, Mondoñedo, Alfoz, Valle de Oro y Orol.
Las urbes más importantes de esta zona son Ribadeo, Vivero, Burela, Foz y Mondoñedo. Las cuatro primeras se hallan entre los diez más poblados de la provincia lucense. Por su parte, Mondoñedo es sede episcopal y fue capital de una de las siete provincias históricas gallegas contando con un gran patrimonio histórico y artístico en el que sobresale su catedral.
Su franja costera, mayoritariamente plana y poco recortada, en comparación con otras costas gallegas como el Golfo Ártabro o las Rías Bajas, tiene su límite oriental en la ría de Ribadeo, que limita con Asturias, y el límite occidental en la ría del Barquero. Esto da lugar a que la Mariña Lucense prácticamente coincida con la costa cantábrica gallega, aunque debe tenerse en cuenta que, además del estuario del Sor —y sin llegar aún a la Estaca de Bares— la orilla occidental de la ría del Barquero pertenece al municipio coruñés de Mañón.
El límite sur está determinado por características geográficas como la sierra del Gistral (que atraviesa los municipios de Orol, Valle de Oro y Muras) o la sierra de Lorenzana y los montes de Carracedo, entre Mondoñedo, Pastoriza y Riotorto.

## Comarcas

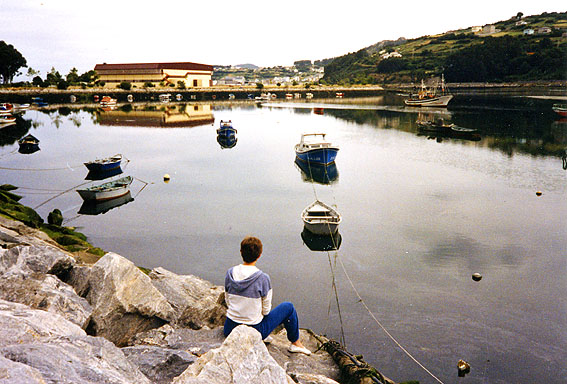
Muelle en Vivero.

### Mariña Occidental
La Mariña Occidental es la comarca de la Mariña situada la zona oeste. Pertenecen a la misma los siguientes municipios: Cervo, Jove, Orol, Vicedo y Vivero. 
Vivero es la capital de la comarca.

### Mariña Central
La Mariña Central es la comarca de la Mariña situada en la zona central de la región. Pertenecen a la misma los siguientes municipios: Alfoz, Burela, Foz, Lorenzana, Mondoñedo y Valle de Oro. 
Mondoñedo es la capital de la comarca.

### Mariña Oriental
La Mariña Oriental es la comarca de la Mariña situada en la parte septentrional. Pertenecen a la misma los siguientes municipios: Barreiros, Puentenuevo, Ribadeo y Trabada. 
Ribadeo es la capital de la comarca.